# Zeche Vereinigte Neu-Herzkamp
Die Zeche Vereinigte Neu-Herzkamp im Sprockhöveler Stadtteil Herzkamp-Schee ist ein ehemaliges Bergwerk. Auf dem Bergwerk wurde neben Steinkohle auch Kohleneisenstein abgebaut. Der Abbau des Erzes war von wirtschaftlicher Bedeutung für die Umgebung von Gennebreck-Haßlinghausen. Das geförderte Kohleneisenstein wurde in der Haßlinghauser Hütte zu Eisen verhüttet.

## Geschichte

### Die ersten Jahre
In den Jahren 1851 und 1852 wurden die Eisenerzfelder Herzkamp I, Herzkamp II und die Felder Herzkamp V-X verliehen. Am 2. Oktober des Jahres 1855 wurde die Eisensteinzeche Neu-Herzkamp gegründet. Gleichzeitig mit der Gründung wurden die Eisenerzfelder Herzkamp I, II, V-X übernommen und konsolidiert. Ab dem Jahr 1860 wurde mit der Förderung von Kohleneisenstein begonnen. Im Jahr 1876 wurde ein Schacht der Zeche Stöckerdreckbank übernommen. Der Schacht hatte eine Teufe von 171 Metern. In diesem Jahr wurde nur Eisenstein abgebaut. Abgebaut wurde im Flöz Neuflöz. Da die Mächtigkeit des Flözes stark zwischen einem Meter und 8,5 Zentimetern schwankte, war man gezwungen, mehrere Untersuchungsaufhauen zur Erkundung der Lagerstätte zu erstellen. Die Förderung erfolgte über den Schacht Söhngen der Zeche Sieper & Mühler Gruben. Der Schacht war auf einen Querschlag geteuft, der den Süd- und den Nordflügel der Herzkämper Mulde miteinander verband. Aus diesem Grund war der Schacht auch sehr wichtig für die Bewetterung des Bergwerks.

### Der weitere Betrieb bis zur Stilllegung
Im Jahr 1905 wurde das Bergwerk wieder in Betrieb genommen. Es wurde ein Pachtvertrag mit der Zeche Deutschland geschlossen. Aufgrund des Vertrages übernahm die Zeche Vereinigte Neu-Herzkamp das Baufeld um den Schacht Hövel und den Wetterschacht Heinrich der Zeche Deutschland. Beide Schächte und das Baufeld wurden für den Abbau von Kohleneisenstein benötigt. Die Wettersohle befand sich in einer Teufe von 198 Metern, die Tiefbausohle lag bei 285 Metern. Die Ableitung des Grubenwassers erfolgte über den Stollen der Zeche Stöckerdrecksbank. In diesem Jahr wurde mit dem erneuten Abbau von Kohleneisenstein begonnen. Der Abbau von Steinkohle erfolgte für den Eigenbedarf. Im Jahr 1906 wurde begonnen, den Schacht Söhnchen, auch genannt Schacht Söhngen, abzuteufen. Der Ansatzpunkt für diesen Schacht befand sich östlich vom Felderbach und südlich der heutigen Elberfelderstraße. Der Schacht erreichte eine seigere Teufe von 60 Metern. Ab dem Jahr 1911 kam der Eisensteinabbau in der Umgebung von Gennebreck zum Erliegen. Am 1. Juli des Jahres 1911 wurde der Pachtvertrag mit der Zeche Deutschland wieder aufgelöst. Der Schacht Hövel und das Baufeld wurden wieder an die Zeche Deutschland zurückgegeben. Im Anschluss daran wurde die Zeche Vereinigte Neu-Herzkamp stillgelegt.

### Förderung und Belegschaft
Die ersten Förder- und Belegschaftszahlen des Bergwerks stammen aus dem Jahr 1905. In diesem Jahr wurden von 40 Bergleuten 1622 Tonnen Steinkohle und 1998 Tonnen Eisenerz gefördert. Im Jahr 1907 wurde die maximale Steinkohleförderung erbracht, sie betrug 15.332 Tonnen Steinkohle. Zusätzlich wurde in diesem Jahr noch 2398 Tonnen Eisenstein gefördert. Die Belegschaftsstärke betrug in diesem Jahr 70 Mitarbeiter. Die letzten bekannten Förder- und Belegschaftszahlen des Bergwerks stammen aus dem Jahr 1910, in diesem Jahr waren 72 Bergleute auf dem Bergwerk beschäftigt, die eine Förderung von 14.872 Tonnen Steinkohle und 2822 Tonnen Kohleneisenstein erbrachten.

## Heutiger Zustand
Von der Zeche Vereinigte Neu-Herzkamp sind heute nur noch wenige Gebäude erhalten geblieben. Es existieren noch das frühere Zechengebäude in Hiddinghausen in der Talstraße, das Zechengebäude in Gennebreck im Schachtweg und das ehemalige Schachtgebäude des Schachtes Söhngen in Gennebreck in der Elberfelderstraße. Das Gebäude von Schacht Söhngen ist Bestandteil des Herzkämper-Mulde-Weges des AK Sprockhövel.